# Konrad Kozaryn
Konrad Kozaryn herbu Dryja (zm. po 1577 roku) – poseł województwa bracławskiego na sejm 1569 roku. Podpisał akt unii lubelskiej. Poseł województwa bracławskiego na sejm 1576/1577 roku.
Był wyznawcą prawosławia. 